# Smrtonosná zbraň 2
Smrtonosná zbraň 2 (v angličtině Lethal Weapon 2) je americký akční komediální film z roku 1989 a zároveň druhý díl ze čtyřdílné akční filmové série Smrtonosná zbraň. Režisérem filmu je, stejně jako u prvního dílu, Richard Donner. O sepsání samotného scénáře se postaral Jeffrey Boam. Nicméně autorem příběhu snímku je Shane Black, který projekt po čase opustil. Hlavní role ztvárnili Mel Gibson jako Martin Riggs, Danny Glover jako Roger Murtaugh a také Joe Pesci jako Leo Getz.
Film se těší velmi pozitivním recenzím a dnes je považován za neodmyslitelnou akční klasiku 80. let. Již ve své době se jednalo o velký komerční úspěch. Podle mnohých filmových fanoušků se jedná o lepší díl než ten první. Diváci chválí mimo jiné také velkolepou akci a hojné vtipné scény, které filmu dodávají na zajímavosti. Snímek získal nominaci na Oscara v kategorií Nejlepší střih zvuku.

## Příběh
V tomto snímku jsou detektivové Riggs a Murtaugh, kteří se mezitím stali dobřími přáteli, na stopě drogových dealerů. Při honičce červeného BMW vozu zjistí, že auto je plné jihoafrických krugerrandů. Následně je jim udělen úkol chránit svědka Lea Getze, který má svědčit v tomto případu. Když jej konečně najdou, zrovna se Lea někdo pokusí zabít. Tehdy také zjišťují, že Leo zpronevěřil pět set milionů amerických dolarů, které navíc patřily mafii. Následné vyšetřování je dovede na stopu jihoafrického konzulátu. Riggs navíc zjišťuje, že jeden zaměstnanec konzulátu mu kdysi zavraždil manželku. Když nadále začnou přibývat i vraždy ostatních policistů, tak se náhle ze zdánlivě obyčejného vyšetřování stává osobní záležitost pro ně oba. Ta vyústí v krvavou pomstu pašerákům.

## Obsazení
| Mel Gibson       | Detektiv Martin Riggs   |
| Danny Glover     | Detektiv Roger Murtaugh |
| Joe Pesci        | Leo Getz                |
| Joss Ackland     | Arjen Rudd              |
| Patsy Kensit     | Rika van den Haas       |
| Derrick O'Connor | Pieter Vorstedt         |
| Darlene Love     | Trish Murtaugh          |
| Traci Wolfe      | Rianne Murtaugh         |
| Steve Kahan      | Ed Murphy               |

## Přijetí
Smrtonosná zbraň 2 se dočkala velmi vřelého přijetí, především od obecenstva. Snímek se tak stal třetím nejvýdělečnějším filmem roku 1989 v Severní Americe, po Batmanovi a Indiana Jones a Poslední křížová výprava. Druhý díl si tedy přišel celosvětově na přibližně 230 milionů dolarů.
I většina filmových kritiků filmu udělila pozitivní ohlasy. Shodli se na názoru, že kdo si oblíbil první díl, tak si zamiluje i pokračování, ve kterém nechybí povedený humor ani solidní dávka adrenalinu a akce. V Česku se tento snímek též těší velké oblibě. Na Česko-Slovenské filmové databázi si Smrtonosná zbraň 2 drží okolo 87% a je tak zařezena mezi 200 nejlepších filmů všech dob.